# Galerie Georges-Philippe et Nathalie Vallois
Pour les articles homonymes, voir Vallois (homonymie).
 (janvier 2018).
Si vous disposez d'ouvrages ou d'articles de référence ou si vous connaissez des sites web de qualité traitant du thème abordé ici, merci de compléter l'article en donnant les références utiles à sa vérifiabilité et en les liant à la section « Notes et références ».
La galerie Georges-Philippe et Nathalie Vallois est une galerie consacrée à l'art contemporain et au nouveau réalisme, située aux 33 et 36 rue de Seine dans le quartier Saint-Germain-des-Prés à Paris. 

## Historique
La galerie Georges-Philippe & Nathalie Vallois a ouvert ses portes en septembre 1990 au cœur de Saint-Germain-des-Prés, au 36 rue de Seine. Dès ses débuts, la dualité art contemporain / nouveau réalisme constitue l’une de ses singularités. G.-P. Vallois est le fils de Robert et Cheska Vallois, collectionneurs incontournables dont la galerie "Dépôt 30" au 55 rue Saint-Denis a été dans les années soixante-dix un haut lieu de la redécouverte de l'Art Déco.
La galerie représente aujourd’hui des artistes consacrés ou émergents, auxquels elle a le plus souvent offert leur première exposition personnelle en France. Depuis 1998, la galerie présente au sein de son « Project Room » des installations ou projets spécifiques d’artistes invités.
Spécialiste au niveau international du mouvement « nouveau réalisme », la galerie organise régulièrement des expositions des artistes issus de ce mouvement. Elle représente Jacques Villeglé ainsi que les successions de Niki de Saint Phalle, Jean Tinguely et plus récemment Alain Jacquet, développant une importante activité de conseil et d’édition dans ce domaine.
Depuis son ouverture se sont succédé les premières expositions personnelles en France d'Alain Bublex (1992), Paul McCarthy (1994), Gilles Barbier (1995), Henrique Oliveira (2011), Pierre Seinturier (2014) et, en 2015, du duo iranien Peybak. Cette histoire se prolonge par la présentation régulière de l’œuvre de Jacques Villeglé (depuis 1999) et, en 2016, l'exposition « Jean Tinguely '60s », consacrées aux œuvres de Jean Tinguely produites durant la période des années 1960.
En 2016, à l'occasion de l'exposition « Opération Quimpéroise », consacrée à l'artiste français Jacques Villeglé, la galerie inaugure un second espace d'exposition au 33 rue de Seine. 
En 2021, la galerie tient l'exposition "Nouveau Réalisme = Nouvelles approches perceptives du réel" qui regroupe les oeuvres de plusieurs artistes majeurs du mouvement comme Arman, César ou encore Yves Klein, Raymond Hains et Gérard Deschamps.
Depuis 2023, la galerie Vallois partage un espace au 1018, Madison Avenue à New York avec la galerie 1900-2000.

## Foires
Depuis plus de vingt ans, la galerie participe à des foires d'art contemporain d'importance nationale et internationale comme la FIAC, Art Basel (Bâle, Miami, Paris), l'Armory Show, TEFAF (New York, Maastricht), artgenève et d'autres.

## Expositions récentes notables
- 2025
  - Jean-Michel Basquiat, Julien Berthier, Blutch, Alain Bublex, Robert Cottingham, Gilles Elie, Douglas Gordon, Charles Hascoët Gregor Hildebrandt, Jim Jarmusch, Mike Kelley, Martin Kersels, Elodie Lesourd, Christian Marclay, Jeff Mills, Duke Riley, Erin M. Riley, Pierre Seinturier, Reeve Schumacher, Tomi Ungerer, Jacques Villeglé, Julia Wachtel, Winschluss, «Musicology»
- 2024
  - Richard Jackson, «Wretched Excess»
  - Pierre Seinturier, «Cher Monsieur Peinturier»
  - Emanuel Proweller, «Proweller, un souvenir de soleil»
  - Lucie Picandet, «Charnières»
  - Alain Bublex, «Landscaping »
- 2023
  - Velerio Adami, Evelyne Axell, Matthew Brannon, Alain Bublex, Robert Cottingham, Antoine de Margerie, Gilles Elie, Bertrand Lavier, Emanuel Proweller, Peter Stämpfli, Emilio Tadini, Hervé Télémaque, William Wegman, «Aplatitudes!»
  - Tomi Ungerer, «Tomi l'Alchimiste - Le Grand Oeuvre»
  - John DeAndrea, «Grâce»
  - Ben Sakoguchi, «oranges ● pancartes ● cartes postales »
  - Niki de Saint Phalle, «Masterworks 1961-1970»
- 2022
  - Peybak, «Strange Aeons - We will meet you there»
  - Julien Bismuth, «Harlequinades»
  - Virginie Yassef, «Dogs Dream»
  - Enrico Baj, Martin Kersels, «Home Sweet Home»
  - Eulàlia Grau, «Etnografias»
- 2021
  - Jacques Villeglé, « Alphabets »
  - Arman, César, Christo, Gérard Deschamps, François Dufrêne, Raymond Hains, Yves Klein, Martial Raysse, Mimmo Rotella, Niki de Saint Phalle, Daniel Spoerri, Jean Tinguely, Jacques Villeglé, « Nouveau Réalisme = Nouvelle approches perspectives du réel »
  - Emanuel Proweller, « Le Vif du sujet »
- 2020
  - « Le Vaisseau d'or », commissariat de Gaël Charbau
- 2019
  - Pilar Albarracín, Bianca Argímon, Lauren Coullard, Aurélie Gravas, Vivian Greven, Lucie Picandet, Niki de Saint Phalle, « Ladies Only »
  - Jacques Villeglé, « Jeune, Gay et Impudique »
  - Jean Tinguely, « Bricolages et Débri(s)collages »
- 2018
  - Paul Kos, « Kinetic Landscape(s) »
  - Julia Wachel, « La Maman et la Putain »
  - Alain Bublex, « An American Landscape »
- 2017
  - Peter Stämpfli, « Ligne continue »
  - Taro Izumi, « Night lie »
  - Keith Tyson, « Les Fleurs »
  - Niki de Saint Phalle, « Belles ! Belles ! Belles !, Les femmes de Niki de Saint Phalle »

- 2016 
  - Jean Tinguely, « Jean Tinguely, '60s » 
  - Lázaro Saavedra, « Pensamiento Visual » 
  - Jacques Villeglé, « Pénélope à Quimper ou Le Retour d’Ulysse »
- 2015
  - « Adam Janes + Pierre Seinturier » 
  - Henrique Oliveira, « Fissure » 
  - Alain Jacquet, « Des Images d'Epinal aux Camouflages (1961 - 1963) » 
  - Winshluss, « Pas la peine de pleurer, personne ne te regarde... » 
  - Project Room : Peybak : « Abrakan (naissance) » 
  - « Carambolages », Arman, Julien Berthier, Alain Bublex, César, José Davila, Jimmie Durham, Peter Fischli & David Weiss, Richard Jackson, Alain Jacquet, André Komatsu, Paul Kos, Arnold Odermatt, Pierre Seinturier, Jean Tinguely 
  - Pilar Albarracín, « La Calle del Infierno » 
  - Julien Berthier, « Public Sculptures »
- 2014
  - Alain Bublex, « Arrière-plan » 
  - Richard Jackson, « Darker Room » 
  - Jacques Villeglé, « Graffitis Politiques 1962-1991 »
- 2013
  - Niki de Saint Phalle, « En joue ! Assemblages & Tirs (1958-1964) » 
  - « La Distance Juste » (commissariat : Albertine de Galbert), Pilar Albarcin, Gilles Barbier, Fredi Casco, Marina de Caro, Matias Duville, Ana Gallardo, Juan Fernandez Herran, Martin Kersels, Henrique Oliveira, Paulina Silva Hayon, Walter Andrade, Virginie Yasse
  - Julien Bismuth, « Perroquet » 
  - Project Room : Mike Cooter : « Set theory » 
  - Taro Izumi, « La Source des Rides »

## Artistes de la galerie
- Pilar Albarracín
- Julien Berthier
- Julien Bismuth
- Alain Bublex
- Massimo Furlan
- Taro Izumi
- Richard Jackson
- Adam Janes
- Jean-Yves Jouannais
- Martin Kersels
- Paul Kos
- Paul McCarthy
- Jeff Mills
- Henrique Oliveira
- Peybak
- Duke Riley
- Lázaro Saavedra
- Niki de Saint Phalle
- Pierre Seinturier
- Jean Tinguely
- Keith Tyson
- Jacques Villeglé
- Olav Westphalen
- Winshluss

### Artistes anciennement représentés
- Arman
- Boris Achour
- Tatiana Trouvé
- Nedko Solakov
- Julia Wachtel
- Barry Le Va
- Erik Levine
- Joseph Erhardy
- Gilles Barbier
- Arnold Odermatt